# Elezioni comunali in Abruzzo del 1995
Le elezioni comunali in Abruzzo del 1995 si sono svolte il 23 aprile (con ballottaggio il 7 maggio), e il 19 novembre (con ballottaggio il 3 dicembre).

## Riepilogo sindaci eletti
Coalizione di centro-destra
     Coalizione di centro-sinistra
     Coalizione di sinistra
     Democrazia Cristiana
| Provincia | Comune              | Popolazione legale (censimento 1991) | Sindaco uscente | Sindaco uscente                       | Sindaco eletto | Sindaco eletto          | Primo turno | Primo turno | Secondo turno | Secondo turno | Seggi   |
| Provincia | Comune              | Popolazione legale (censimento 1991) | Sindaco uscente | Sindaco uscente                       | Sindaco eletto | Sindaco eletto          | Voti        | %           | Voti          | %             | Seggi   |
| --------- | ------------------- | ------------------------------------ | --------------- | ------------------------------------- | -------------- | ----------------------- | ----------- | ----------- | ------------- | ------------- | ------- |
| Chieti    | Francavilla al Mare | 21.675                               |                 | Alfredo De Felice (DC)                |                | Alessandro Bruno (PPI)  | 6.881       | 47,52       | 7.670         | 59,76         | 12 / 20 |
| Pescara   | Montesilvano        | 35.153                               |                 | Paolo Di Blasio (DC)                  |                | Renzo Gallerati (PPI)   | 10.540      | 44,67       | 10.867        | 52,65         | 18 / 30 |
| Teramo    | Giulianova          | 21.865                               |                 | Franco Arboretti Giancristofaro (PDS) |                | Giancarlo Cameli (FI)   | 6.844       | 45,92       | 7.456         | 51,11         | 12 / 20 |
| Teramo    | Teramo              | 51.756                               |                 | Antonio Gatti (DC)                    |                | Angelo Sperandio (Ind.) | 18.167      | 50,81       | —             | —             | 20 / 40 |

## Elezioni dell'aprile 1995

### Provincia di Chieti

#### Francavilla al Mare
| Candidati                    | Candidati                                  | Voti                        | %     | Liste                                | Voti   | %     | Seggi |
| ---------------------------- | ------------------------------------------ | --------------------------- | ----- | ------------------------------------ | ------ | ----- | ----- |
|                              | Alessandro Bruno Accede al ballottaggio    | 6.881                       | 47,52 | Partito Democratico della Sinistra   | 1.939  | 14,59 | 4     |
| Popolari                     | Alessandro Bruno Accede al ballottaggio    | 6.881                       | 47,52 | 1.583                                | 11,91  | 3     |       |
| Patto dei Democratici        | Alessandro Bruno Accede al ballottaggio    | 6.881                       | 47,52 | 1.532                                | 11,53  | 3     |       |
| Sinistra                     | Alessandro Bruno Accede al ballottaggio    | 6.881                       | 47,52 | 893                                  | 6,72   | 2     |       |
|                              | Giuseppe Pantaleone Accede al ballottaggio | 5.799                       | 40,05 | Alleanza Nazionale                   | 2.412  | 18,15 | 3     |
| Forza Italia-Polo Popolare   | Giuseppe Pantaleone Accede al ballottaggio | 5.799                       | 40,05 | 1.861                                | 14,01  | 2     |       |
| Centro Cristiano Democratico | Giuseppe Pantaleone Accede al ballottaggio | 5.799                       | 40,05 | 1.395                                | 10,50  | 1     |       |
| Seggio al candidato sindaco  | Seggio al candidato sindaco                | Seggio al candidato sindaco | 40,05 | 1                                    |        |       |       |
|                              | Giovanni Castagna                          | 1.164                       | 8,04  | Lista Pannella-Riformatori           | 1.090  | 8,20  | -     |
| Seggio al candidato sindaco  | Seggio al candidato sindaco                | Seggio al candidato sindaco | 8,04  | 1                                    |        |       |       |
|                              | Rocco Sangiuliano                          | 637                         | 4,40  | Partito della Rifondazione Comunista | 582    | 4,38  | -     |
| Totale                       | Totale                                     | 14.481                      | 100   |                                      | 13.287 | 100   | 20    |

Ballottaggio
| Candidati | Candidati           | Voti   | %     |
| --------- | ------------------- | ------ | ----- |
|           | Alessandro Bruno    | 7.670  | 59,76 |
|           | Giuseppe Pantaleone | 5.165  | 40,24 |
| Totale    | Totale              | 12.835 | 100   |

### Provincia di Pescara

#### Montesilvano
| Candidati                          | Candidati                              | Voti                        | %     | Liste                                | Voti   | %     | Seggi |
| ---------------------------------- | -------------------------------------- | --------------------------- | ----- | ------------------------------------ | ------ | ----- | ----- |
|                                    | Renzo Gallerati Accede al ballottaggio | 10.540                      | 44,67 | Popolari                             | 3.680  | 16,36 | 7     |
| Partito Democratico della Sinistra | Renzo Gallerati Accede al ballottaggio | 10.540                      | 44,67 | 3.648                                | 16,22  | 7     |       |
| Progetto Democratico Montesilvano  | Renzo Gallerati Accede al ballottaggio | 10.540                      | 44,67 | 2.044                                | 9,09   | 3     |       |
| Federazione dei Verdi              | Renzo Gallerati Accede al ballottaggio | 10.540                      | 44,67 | 743                                  | 3,30   | 1     |       |
|                                    | Vincenzo Savini Accede al ballottaggio | 7.346                       | 31,14 | Alleanza Nazionale                   | 3.581  | 15,92 | 3     |
| Forza Italia-Polo Popolare         | Vincenzo Savini Accede al ballottaggio | 7.346                       | 31,14 | 3.337                                | 14,84  | 3     |       |
| Seggio al candidato sindaco        | Seggio al candidato sindaco            | Seggio al candidato sindaco | 31,14 | 1                                    |        |       |       |
|                                    | Federico Di Giovanni                   | 2.925                       | 12,40 | Centro Cristiano Democratico (A)     | 2.838  | 12,62 | 2     |
| Seggio al candidato sindaco        | Seggio al candidato sindaco            | Seggio al candidato sindaco | 12,40 | 1                                    |        |       |       |
|                                    | Alfredo Di Gregorio                    | 1.536                       | 6,51  | Partito della Rifondazione Comunista | 1.438  | 6,39  | -     |
| Seggio al candidato sindaco        | Seggio al candidato sindaco            | Seggio al candidato sindaco | 6,51  | 1                                    |        |       |       |
|                                    | Luigi Lavalle                          | 1.246                       | 5,28  | Patto dei Democratici                | 1.184  | 5,26  | -     |
| Seggio al candidato sindaco        | Seggio al candidato sindaco            | Seggio al candidato sindaco | 5,28  | 1                                    |        |       |       |
| Totale                             | Totale                                 | 23.593                      | 100   |                                      | 22.493 | 100   | 30    |

- La lista contrassegnata con la lettera A è apparentata al secondo turno con il candidato sindaco Vincenzo Savini.

Ballottaggio
| Candidati | Candidati       | Voti   | %     |
| --------- | --------------- | ------ | ----- |
|           | Renzo Gallerati | 10.867 | 52,65 |
|           | Vincenzo Savini | 9.775  | 47,35 |
| Totale    | Totale          | 20.642 | 100   |

### Provincia di Teramo

#### Giulianova
| Candidati                            | Candidati                                              | Voti                        | %     | Liste                              | Voti   | %     | Seggi |
| ------------------------------------ | ------------------------------------------------------ | --------------------------- | ----- | ---------------------------------- | ------ | ----- | ----- |
|                                      | Giancarlo Cameli Accede al ballottaggio                | 6.844                       | 45,92 | Forza Italia-Polo Popolare         | 2.428  | 17,47 | 5     |
| Alleanza Nazionale                   | Giancarlo Cameli Accede al ballottaggio                | 6.844                       | 45,92 | 2.311                              | 16,63  | 4     |       |
| Centro Cristiano Democratico         | Giancarlo Cameli Accede al ballottaggio                | 6.844                       | 45,92 | 1.552                              | 11,17  | 3     |       |
|                                      | Franco Arboretti Giancristofaro Accede al ballottaggio | 6.518                       | 43,79 | Partito Democratico della Sinistra | 3.962  | 28,51 | 4     |
| Partito della Rifondazione Comunista | Franco Arboretti Giancristofaro Accede al ballottaggio | 6.518                       | 43,79 | 1.749                              | 12,58  | 2     |       |
| Federazione dei Verdi                | Franco Arboretti Giancristofaro Accede al ballottaggio | 6.518                       | 43,79 | 401                                | 2,89   | 2     |       |
| Seggio al candidato sindaco          | Seggio al candidato sindaco                            | Seggio al candidato sindaco | 43,79 | 1                                  |        |       |       |
|                                      | Berardo D'Antonio                                      | 1.167                       | 7,83  | Popolari-Patto dei Democratici (A) | 1.163  | 8,37  | -     |
| Seggio al candidato sindaco          | Seggio al candidato sindaco                            | Seggio al candidato sindaco | 7,83  | 1                                  |        |       |       |
|                                      | Salvatore Tringali                                     | 375                         | 2,52  | Movimento Sociale Fiamma Tricolore | 333    | 2,40  | -     |
| Totale                               | Totale                                                 | 14.904                      | 100   |                                    | 13.899 | 100   | 20    |

- La lista contrassegnata con la lettera A è apparentata al secondo turno con il candidato sindaco Franco Arboretti Giancristofaro.

Ballottaggio
| Candidati | Candidati                       | Voti   | %     |
| --------- | ------------------------------- | ------ | ----- |
|           | Giancarlo Cameli                | 7.456  | 51,11 |
|           | Franco Arboretti Giancristofaro | 7.133  | 48,89 |
| Totale    | Totale                          | 14.589 | 100   |

#### Teramo
|                               | Angelo Sperandio ✔️ Sindaco | 18 167               | 50,81 | Partito Democratico della Sinistra   | 5 816  | 17,01 | 7  |  |  |
| Popolari                      | Angelo Sperandio ✔️ Sindaco | 18 167               | 50,81 | 4 414                                | 12,91  | 5     |    |  |  |
| Costruire la Città            | Angelo Sperandio ✔️ Sindaco | 18 167               | 50,81 | 3 884                                | 11,36  | 5     |    |  |  |
| Patto dei Democratici         | Angelo Sperandio ✔️ Sindaco | 18 167               | 50,81 | 1 681                                | 4,92   | 2     |    |  |  |
| Federazione dei Verdi         | Angelo Sperandio ✔️ Sindaco | 18 167               | 50,81 | 1 065                                | 3,11   | 1     |    |  |  |
|                               | Vincenzo Cameli             | 15 295               | 42,78 | Forza Italia - Il Polo Popolare      | 6 358  | 18,60 | 8  |  |  |
| Alleanza Nazionale            | Vincenzo Cameli             | 15 295               | 42,78 | 4 726                                | 13,82  | 5     |    |  |  |
| Centro Cristiano Democratico  | Vincenzo Cameli             | 15 295               | 42,78 | 3 918                                | 11,46  | 4     |    |  |  |
| Seggio di coalizione          | Seggio di coalizione        | Seggio di coalizione | 42,78 | 1                                    |        |       |    |  |  |
|                               | Fausto Lucca                | 1 579                | 4,42  | Partito della Rifondazione Comunista | 1 620  | 4,74  | 1  |  |  |
| Seggio di coalizione          | Seggio di coalizione        | Seggio di coalizione | 4,42  | 1                                    |        |       |    |  |  |
|                               | Enzo D'Ignazio              | 714                  | 2,00  | Lista Civica                         | 681    | 1,99  | –  |  |  |
| Totale                        | Totale                      | 35 755               | 100   |                                      | 34 190 | 100   | 40 |  |  |
|                               |                             |                      |       |                                      |        |       |    |  |  |
| Fonte: Ministero dell'interno |                             |                      |       |                                      |        |       |    |  |  |